# Quitzdorf am See
Quitzdorf am See är en kommun i Landkreis Görlitz i förbundslandet Sachsen i Tyskland. Kommunen bildades den 1 mars 1994 genom en sammanslagning av kommunerna Kollm och Sproitz, den 1 oktober 1995 tillkom kommunen Petershain. Quitzdorf am See har cirka 1 200 invånare.
Kommunen ingår i förvaltningsområdet Diehsa tillsammans med kommunerna Hohendubrau, Mücka och Waldhufen.